# Уау
Уау (на английски: Wau; на арабски: واو) е град в Южен Судан, разположен на река Джур. Градът е столица на провинцията Западен Бахър ал Газал и вторият по големина в Южен Судан. Намира се на приблизително 650 километра (400 мили) северозападно от столицата Джуба.  Населението му наброява около 137 хиляди жители (по данни от 2009 г.).
Градът има университет и разполага с гара по теснолинейната жп линия и летище.

## История
Уау първоначално е създаден от французите като Форт Деза,  а по-късно е бил "зариба" (укрепена база) на търговци на роби през 19 век. По времето на Англо-египетски Судан градът става административен център.
По време на Втората гражданска война в Судан, той е бил гарнизонен град на базираните в Хартум судански въоръжени сили и е бил сцена на обширни сражения през пролетта на 1998 г. Битки избухват в града и през пролетта на 80-те години, убивайки няколкостотин души. 

## Гражданска война в Южен Судан
След избухването на Гражданската война в Южен Судан, градът преживява множество сблъсъци, кланета и много разрушения от антиправителствени и от правителствени сили. През април 2014 г. нуерските войници, принадлежащи към местния гарнизон "Силите за народна отбрана на Южен Судан" /СНОЮС/, се разбунтуват, след като чуват за клане в Мейпъл. Те се сблъскват с лоялисти на СНОЮС и след това бягат в Буш /затънтени гори/, присъединявайки се към дълъг поход на други дезертьори към Судан /Отстъплението през 2014 г. от Западен Бахр ел Газал, наричано още дълъг поход на север, е неорганизирано изтегляне от стотици дезертьори от Народноосвободителната армия на Нуер, Судан/.  Впоследствие около 700 цивилни нуер търсят закрила в базата на Мисията на ООН в Южен Судан в Уау; повечето от тях са били членове на семейства на дезертиралите войници, а други са били студенти.

## Население
Населението на Уау е етнически разнообразно. Поради своето разнообразие, Уау многократно е страдал от етническо насилие.

## География и климат
Уау има тропичен саванен климат. Градът има два сезона: сух сезон от ноември до март и дъждовен сезон през останалата част от годината.

## Демографски данни
През 2008 г. Уау е бил третият по големина град в Южен Судан по население, след националната столица Джуба и Малакал, в провинция Горен Нил. По това време населението на град Уау е било около 128 100 души. През 2011 г. населението на града е било на около 151 320 души. 

## Религия
Катедралата „Света Мария“ (построена през 1905 г., преди издигането на бившата Апостолска префектура Бахр ел-Газал) е епископското седалище на римокатолическата епархия на Уау, която обслужва религиозното мнозинство в провинцията.

## Икономика
Уау е оживен икономически център по стандартите на новосъздадената Република Южен Судан и служи като център за търговия между Дарфур, Бахр ал Газал и Екватория.